# حالات
حالات (به عربی: حالات) یک منطقهٔ مسکونی در لبنان است که در شهرستان جبیل واقع شده‌است.
 حالات   ۱۰۰ متر بالاتر از سطح دریا واقع شده‌است.
حالات در زبان فارسی به معنی جمع حالت و شکل اشخاص تلقی می گردد.